# Pheucticus
Pheucticus är ett fågelsläkte i familjen kardinaler inom ordningen tättingar. Släktet omfattar sex arter som förekommer från Kanada till nordvästra Argentina:
- Gul kardinal (P. chrysopeplus)
- Guldkardinal (P. chrysogaster)
- Svartbyxad kardinal (P. tibialis)
- Svartryggig kardinal (P. aureoventris)
- Brokig kardinal (P. ludovicianus)
- Svarthuvad kardinal (P. melanocephalus)